# Корецький монастир
Корецький Свято-Троїцький жіночий монастир — православний жіночий монастир у місті Корці на Рівненщині. В канонічному плані підпорядковується напряму московському патріарху Кирилу та не є частиною УПЦ (МП). Зареєстрований в ЄДРПОУ за номером 13993497, власником монастиря зазначений Священний синод Російської православної церкви.

## Опис
У 1620—1630 роках у Корецькому францисканському Свято-Троїцькому монастирі спорудили барокові костел та корпус келій.
Будівництво закінчено 1810 року князем Йосипом Чарторийським, останнім з князів Корецьких.
А вже у 1830-ті костел скасовують і переосвячують як Троїцьку церкву, відтак для надання їй православних рис вже у другій половині XIX століття західний фасад колишнього костелу надбудовується дерев'яною баштою з високим шатром, а в східній частині над середньою навою зводиться четверик з п'ятьма главами, непропорційно маленькими, порівняно з суцільним об'ємом храму. У 1863 році весь комплекс було передано Свято-Троїцькому монастирю.
Таким чином, на початку XX століття старовинних храмів на території комплексу Свято-Троїцького монастиря було 2: Свято-Воскресенський собор і тепла Свято-Успенська церква. Тоді ж у російському «теремному» стилі були збудовані тепла Іоанно-Предтечинська церква і надбрамна дзвіниця, що надало монастиреві еклектичної подоби.
У Свято-Троїцькому храмі знаходяться престоли на честь Святої Трійці, Успіння Пресвятої Богородиці та в ім'я преподобного Йова Почаївського.

## З історії
Православний монастир у Корці був заснований близько 1571 року князем Богушем Корецьким як Воскресенський. Був двічі руйнований. Відновлений як католицький францисканський кляштор у 1620—1633 роках княжною Софією Корецькою (у чернецтві Серафимою, від 1580 року ігуменя монастиря) коштом її небожа  князя Самуїла Корецького на честь Святої Трійці.
У 1752—1765 роках монастирем володіли уніати: єпископ Феодосій (Рудинецький) ввів сюди монахинь василіанського ордену. Православні інокині разом з ігуменею Анною були виселені з монастиря. Після 42 років перебування на приватних помешканнях монахині звернулись до єпископа Мінського Віктора (Садковського), і указом імператриці Катерини II від 12 квітня 1795 року монастир було знову відкрито як православний.
Вдруге монастир згорів під час варшавського повстання 1831 року. Клопотання ігуменії Аполлінарії (Князевої; †1877) перед єпископом Волинським Антонієм (Павлинським) 1864 року завершилось відбудовою спаленого храму. Вівтар і центральну частину храму розписали майстри Почаївської іконописної майстерні.
21 вересня 1880 року обитель було освячено як Свято-Троїцький жіночий монастир. Після того сюди переселено черниць із Свято-Воскресенського монастиря, а там організовано притулок для дівчат.
Від 1897 року при монастирі існувала двокласна школа.
За радянської влади монастир був одним із дев'яти українських монастирів, що лишився незакритим. Через закриття монастирів 1959—60 сюди було переведено монахинь із монастиря в селі Пляшева та Дерманського Свято-Троїцького монастиря. 
У 1969—70 роки в монастирі проведено великі реставраційні роботи.
У 1984 році патріарх Московський Пімен надав монастирю статус ставропігійного в зв'язку з конфліктом між настоятелькою монастиря і екзархом України митрополитом Філаретом (Денисенко).
Нині (2000-ні) у Корецькому Свято-Троїцькому жіночому монастирі перебувають 120 монахинь і послушниць. У монастирі культивується золотошвейне мистецтво — виготовлення митр, плащаниць тощо.
22 листопада 2022 року в монастирі пройшли обшуки СБУ.

## Цікаві факти
- У Свято-Троїцькому храмі зберігається стародавня ікона Божої Матері — Споручниця грішних (надав її монастиреві 1622 року Ян-Карл Корецький), привезена або з султанської Туреччини, або прямо з Риму. За переказами, до неї молилась свята преподобна Марія Єгипетська в єрусалимському храмі.
- Поховані: Самійло Корецький[6], Анна Олексіївна Андро (до шлюбу Оленіна; 1808—1880), якій російський поет О. Пушкін присвятив низку поезій.

## Галерея

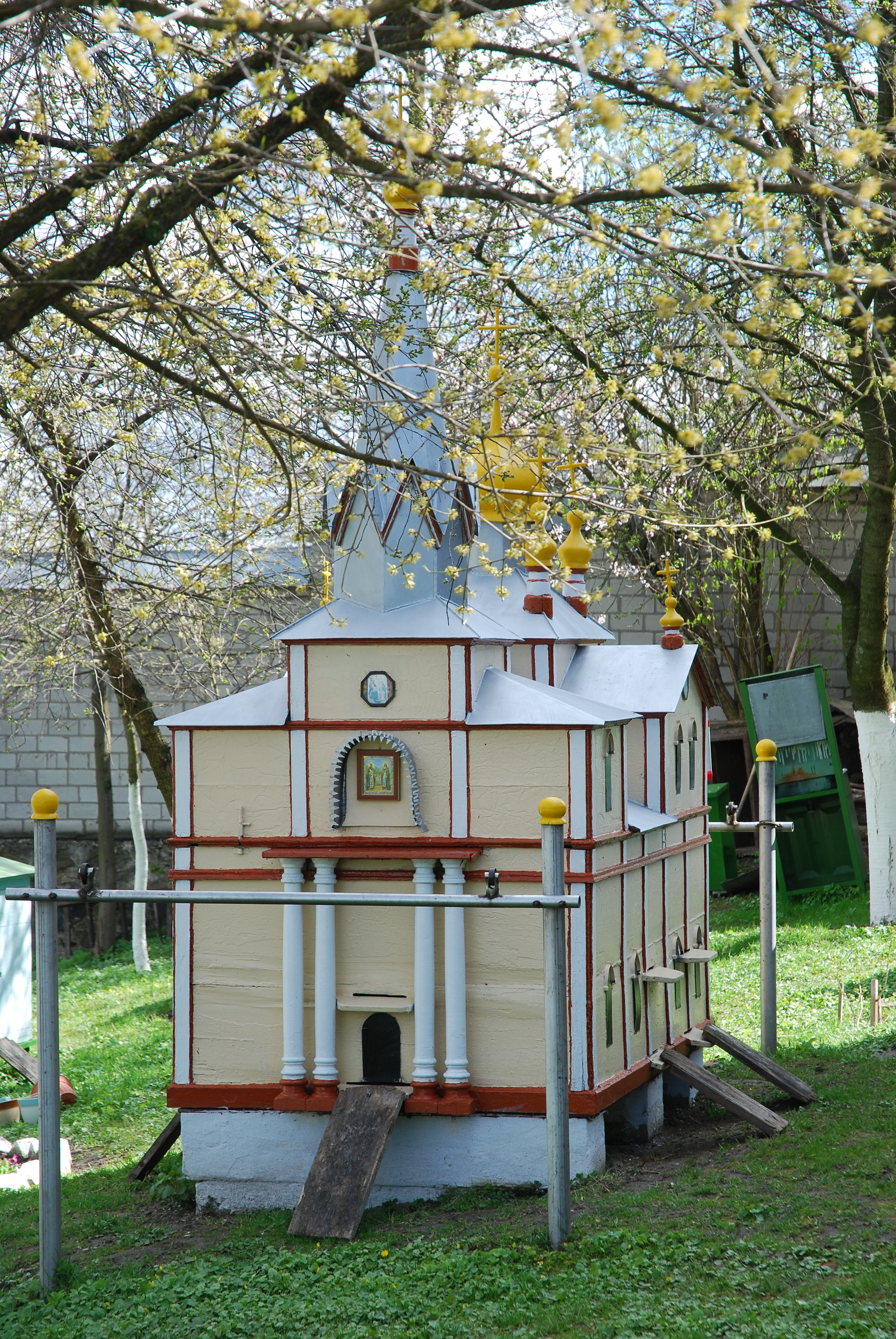
Пасіка в корецькому монастирі
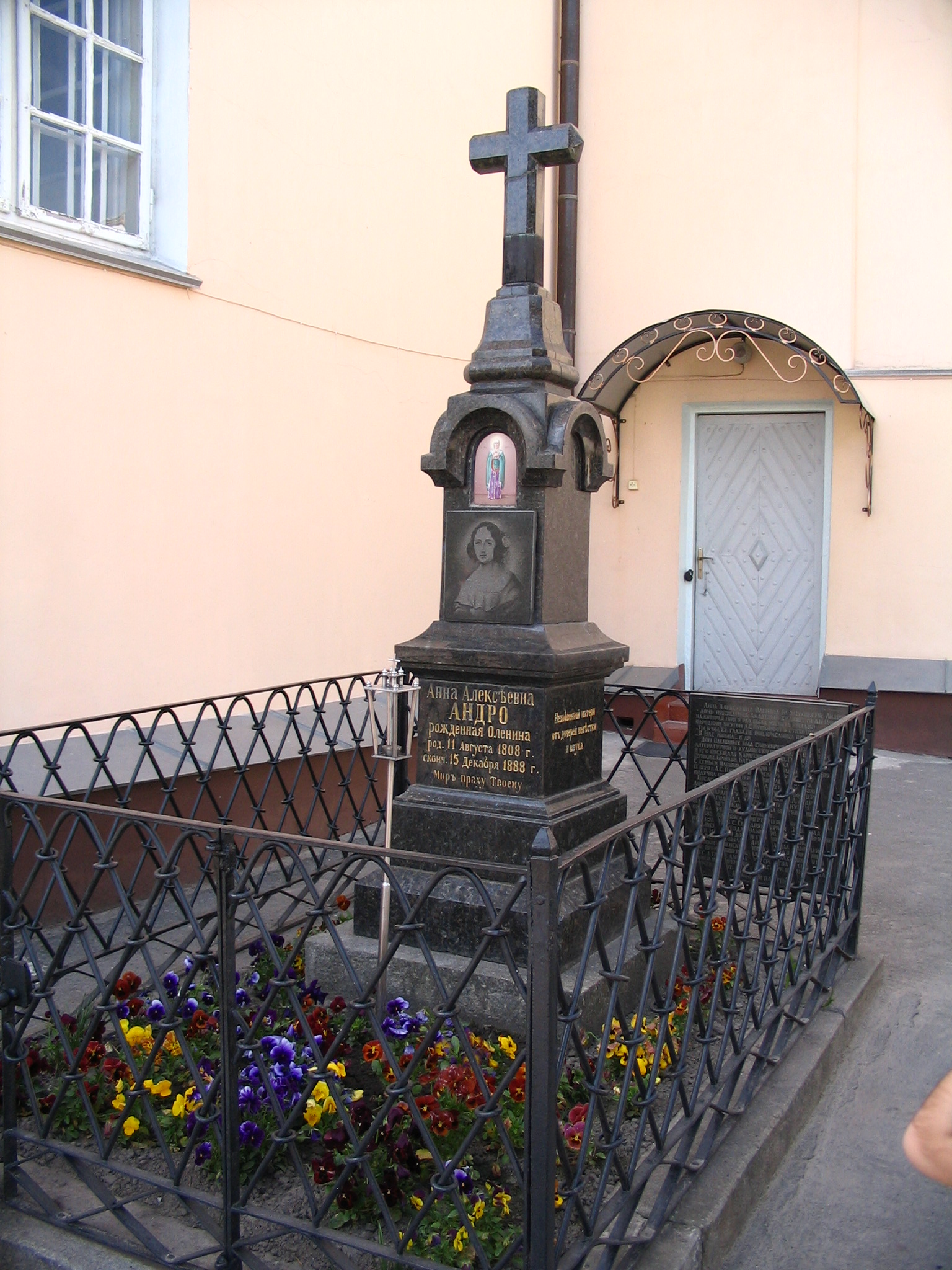
Могила Анни Андро
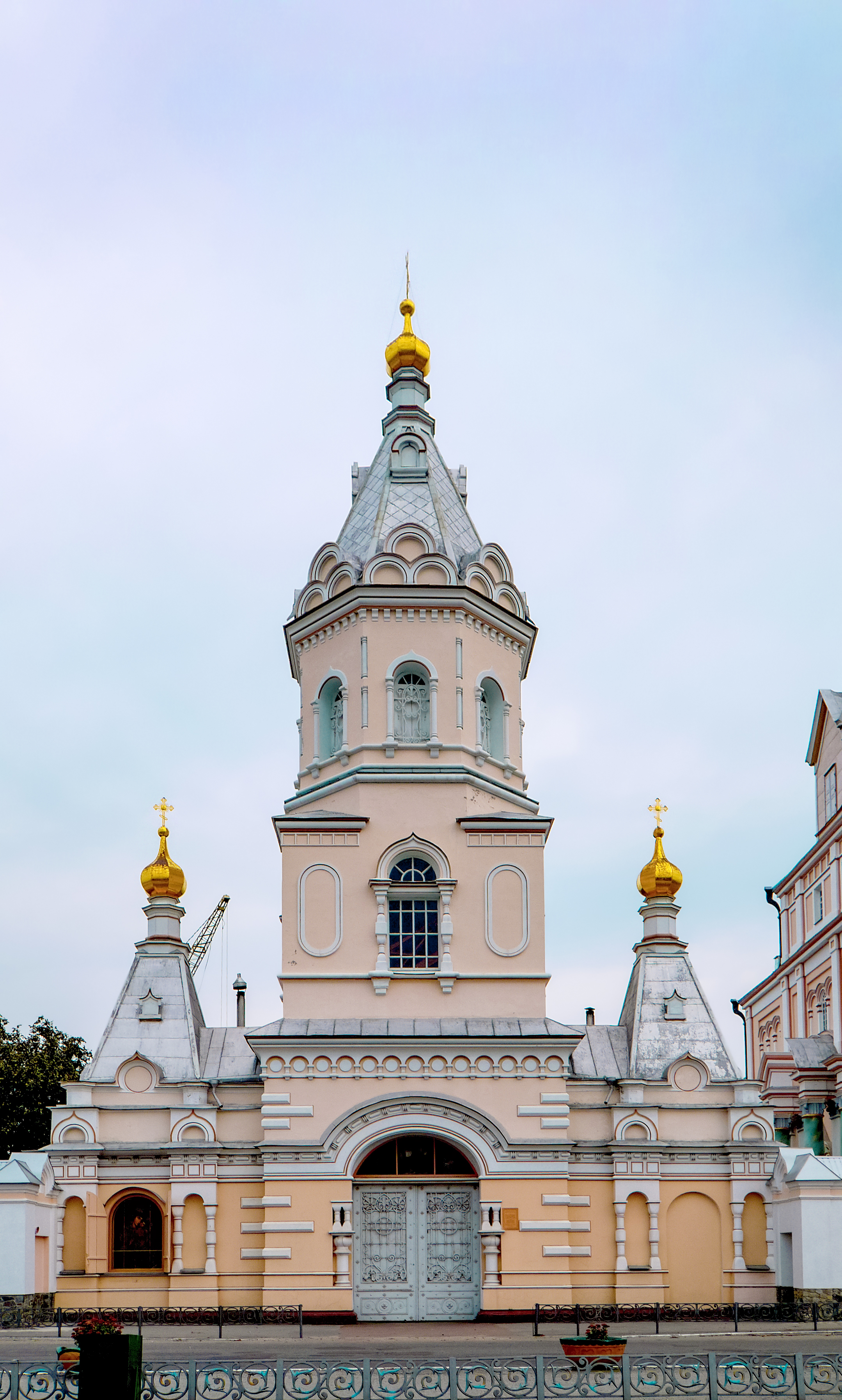
Дзвіниця
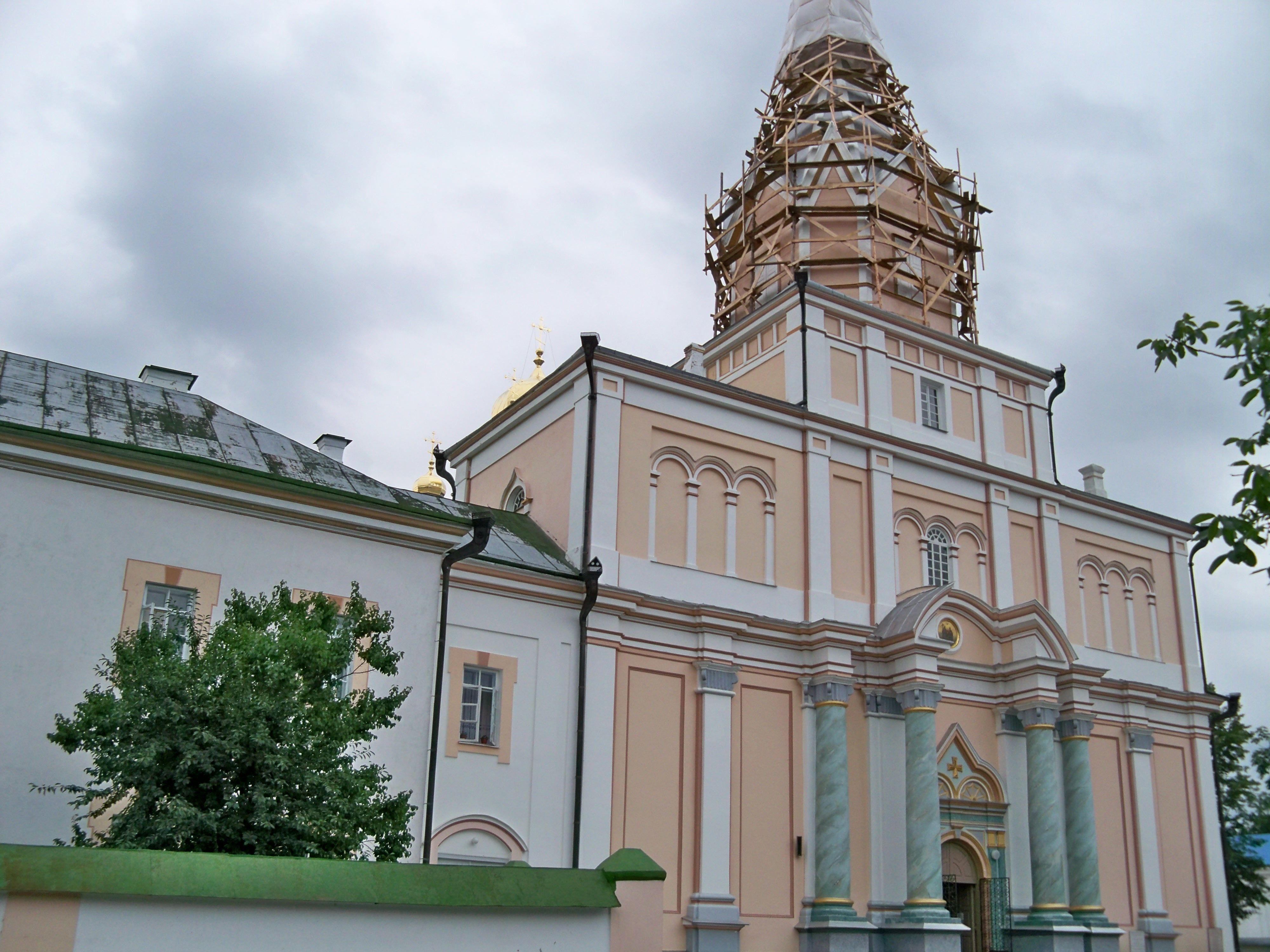
Вид на храм